# Colí cara-roig
El colí cara-roig (Rhynchortyx cinctus) és una espècie d'ocell de la família dels odontofòrids (Odontophoridae) que habita la selva humida al vessant del Carib, d'Hondures, Nicaragua i Costa Rica, i ambdues vessants de Panamà, oest de Colòmbia i nord-oest de l'Equador. És l'única espècie del gènere Rhynchortyx.